# Ni Hua
Ni Hua (31 de maio de 1983) é um jogador de xadrez da China com diversas participações nas Olimpíadas de xadrez. Ni participou da edição de Istambul 2000, Bled 2002, Turim 2006, Dresden 2008 e Tromsø 2014 tendo ajudado a equipe chinesa a conquistar uma medalha de ouro, em 2014, e uma de prata, em 2006. Individualmente, seu melhor resultado foi uma medalha de bronze em 2014, jogando no quarto tabuleiro.